# Миндири
Миндири — австронезийский язык, на котором говорят в 1 деревне, на порежежье Раи, западнее Саидор провинции Маданг в Папуа — Новой Гвинее. Миндари похож на языки авад-бинг и ваб. Язык подвергнулся опасности (Д. Трайон, 2000 и Вурм, 2000) под давлением языков ганглау и ток-писин, которые предпочитает молодое поколение носителей языка.